# آرایش غلیظ (آلبوم)
آرایش غلیظ یک آلبوم موسیقی متن با خوانندگی همایون شجریان و آهنگسازی سهراب پورناظری محصول ۱۳۹۳ برای یک فیلم با همین نام از ساخته‌های حمید نعمت‌الله است.
این آلبوم در ۸ شهریور ۱۳۹۳ در ایران با تهیه‌کنندگی شرکت فرهنگی و هنری ایران‌گام توسط شرکت پخش هنر شهر منتشر شد. از ده قطعهٔ این آلبوم، دو قطعهٔ ابتدایی آن با آواز همایون شجریان است. بر اساس برخی نظرها، قطعهٔ اول که با من صنما نام دارد، متفاوت‌ترین اثر است که از وی شنیده شده است. همچنین کنسرت این آلبوم در کشورهای آمریکا، سوئد و کانادا برگزار شد.

## گروه موسیقی
نوازنده‌ها:
- سهراب پورناظری (کمانچه، سه تار، عود، پرهیب)
- جیمی جانسون (باس)
- دیو حداد (درام)
- اندروو اسناویچ (گیتار الکتریک)
- میثم مروستی (ویولن)
- علی جعفری پویان (ویولن)
- تینا جامه گرمی (ویولن)
- آتنا اشتیاقی (ویولنسل)
- داریوش آذر (کنترباس)
- مهیار طریحی (سنتور)